# Tlaminca
Tlaminca är en ort i Mexiko.   Den ligger i kommunen Tianguistenco och delstaten Mexiko, i den sydöstra delen av landet, 50 km sydväst om huvudstaden Mexico City. Tlaminca ligger 2 708 meter över havet och antalet invånare är 1 007.
Terrängen runt Tlaminca är varierad. Runt Tlaminca är det ganska tätbefolkat, med 207 invånare per kvadratkilometer. Närmaste större samhälle är San Mateo Atenco, 17,5 km nordväst om Tlaminca. I omgivningarna runt Tlaminca växer i huvudsak blandskog.